# Linda Kohen
Linda Kohen, nacida Linda Olivetti Colombo, (Milán, 28 de octubre de 1924) es una pintora uruguaya de origen italiano, de amplia trayectoria internacional.

## Biografía
En 1939, ante el rechazo que supuso las leyes raciales fascistas, abandonó Italia con su familia y se trasladaron a Sudamérica. Vivieron en Buenos Aires y en São Paulo, en 1940 la familia se radicó en Uruguay, donde comenzó con su formación artística. Estudió dibujo con Pierre Fossay y pintura en el Taller Torres García con Augusto Torres, José Gurvich y Julio U. Alpuy. También pasó por los talleres de Eduardo Vernazza y Horacio Butler en Buenos Aires.
En 1946 se casó con Rafael Kohen, adoptó su apellido y se radicaron en Buenos Aires hasta 1948. En 1971 realizó su primera exposición individual en Galería Moretti de Montevideo y luego se sucedieron numerosas más, en Punta del Este, Buenos Aires, San Pablo, Miami, Washington, Vicenza, entre otras.
En 1979 se exiliaron en São Paulo a causa de la dictadura; regresaron a Uruguay en 1985. En 2009 falleció su marido.

## Obra
Sus pinturas son de carácter intimista, conllevan un tono casi autobiográfico, numerosos autorretratos subjetivos donde su falda, sus manos o sus piernas son protagonistas, su imagen reflejada en espejos, detalles de su casa y objetos cotidianos, ofrecen una mirada subjetiva de la realidad inmediata de la artista. Incluso cuando pinta paisajes, lo hace desde su ventana, y mantiene la referencia, como forma de sugerir la escala del mismo y remarcar su mirada. Su obra es serena, invita a la introspección, de paleta apagada y composición despojada, remite en cierta forma al carácter metafísico de la obra de Giorgio Morandi (1890-1964).
- Las horas. Serie de 40 pinturas realizadas entre 1976 y 1979, que refleja los pequeños detalles de la vida cotidiana de la artista.
- Soledades. Serie de 30 autorretratos subjetivos. Expuesta en el Museo de Arte de San Pablo en 1981.
- Apartamento 141. Serie realizada en San Pablo, expuesta en Galería Dan en 1982.
- Homenaje a Kafka. 1984.
- El hombre en la ciudad.
- Encuentros.
- El Pañasco. La residencia de la artista en Maldonado, Uruguay, fue protagonista de numerosas pinturas a partir de 1989.
- Laberinto. Instalación, Centro Cultural de España, Montevideo, 2005.
- Sola. Museo Nacional de Artes Visuales, Montevideo, 2012.[5]

## Reconocimientos

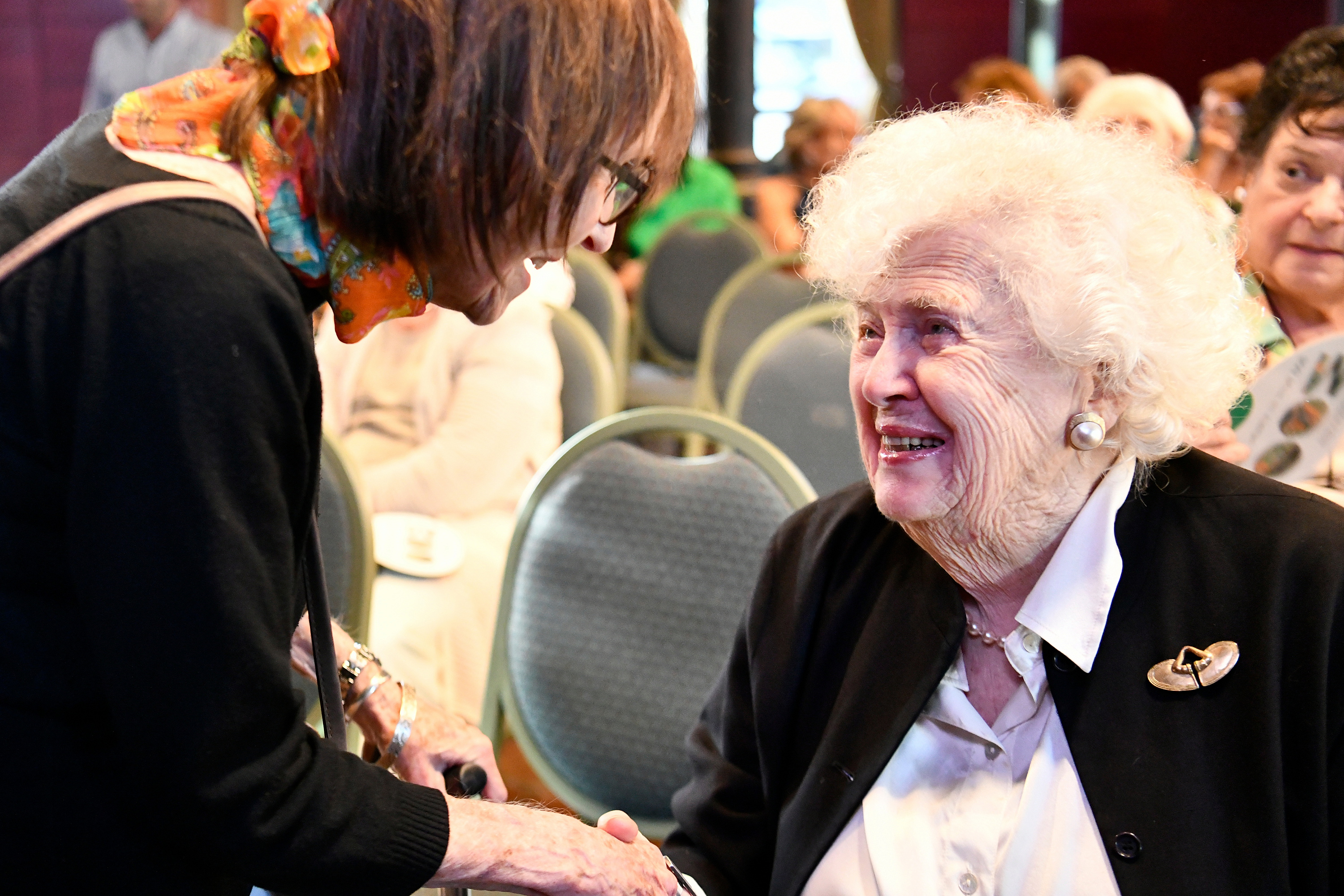
Linda Kohen en la ceremonia de declaración de Ciudadana Ilustre de Montevideo en 2024

En 2018 el 58.º Premio Nacional de Artes Visuales llevó su nombre en reconocimiento y homenaje a su trayectoria y se realizó una exposición retrospectiva de sus pinturas en el Espacio de Arte Contemporáneo junto con las obras de los artistas seleccionados para el premio.
En 2019 recibió la Medalla Delmira Agustini por su contribución al arte y la cultura de Uruguay y en 2021 el Premio Figari en reconocimiento a su trayectoria. Años más tarde, en 2023, fue condecorada como Caballero de la Orden al Mérito de la República Italiana.
En 2024, su obra fue seleccionada para exhibirse en el pabellón de Uruguay durante la 60.ª Bienal de Venecia.